# Steve Cauthen
Steve Cauthen (né le 1er mai 1960) est un jockey ayant partagé sa carrière entre les États-Unis et l'Europe. Vainqueur de la Triple Couronne avec Affirmed en 1978, à 18 ans, il est le seul jockey à avoir remporté le Kentucky Derby et le Derby d'Epsom. Il est membre du Hall of Fame des courses américaines et du Hall of Fame des courses britanniques. 

## Carrière
Ce natif du Kentucky, baigné dans le milieu des pur-sang (sa mère entraîne des chevaux de course, son père est maréchal-ferrant), réalise un début de carrière fulgurant : il apparaît en course pour la première fois le 12 mai 1976, quelques jours après son seizième anniversaire, remporte sa première course une semaine plus tard et, l'année suivante, est déjà le n°1 des jockeys américains, tant au nombre de victoires (487) qu'aux gains, puisqu'il devient le premier jockey à franchir la barre des six millions de dollars dans l'année. Du jamais vu, comme on n'a jamais vu un jockey cumuler la même année les titres de champion des apprentis et de champion des jockeys, ni un gamin de 17 ans remporter un Eclipse Award of Merit, qui récompense des professionnels au sommet ou au crépuscule de leur carrière. En 1978 le jeune prodige est associé au crack Affirmed qui devient le onzième lauréat de l'histoire de la Triple Couronne, quand lui-même, du haut de ses 18 ans, est le plus jeune jockey à remporter ce challenge. Ses exploits lui valent d'être élu Sportif de l'année par le magazine généraliste Sports Illustrated, et demeure à ce jour la seule personnalité du monde hippique à avoir reçu cette prestigieuse récompense, s'intercalant dans le palmarès entre Chris Evert et Jack Nicklaus. Il est également sacré sportif de l'année par l'Associated Press.
Pourtant, quelque chose se brise dans cette success story. D'abord Affirmed, après son triomphe dans la Triple Couronne, ne gagne plus et, entre août 1978 et février 1979, il enchaîne quatre défaites dont sa double confrontation légendaire avec Seattle Slew, auquel il a succédé au palmarès de la Triple Couronne. Pire, l'entraîneur d'Affirmed, Laz Barrera, le débarque au profit de Laffit Pincay, Jr., avec lequel le cheval restera invaincu jusqu'à la fin de sa carrière. Pire, c'est la victoire qui fuit Cauthen. À Santa Anita, il  traverse le désert long de 110 courses perdues, une éternité pour lui qui n'a jamais connu que le succès et les records. Et ce n'est pas tout : le jeune homme, pas encore sorti de l'adolescence, a des poussées de croissance et bien du mal à faire le poids requis pour monter en course. La pression monte autour de lui, qui est arrivé si vite si haut qu'il pourrait bien redescendre à la même vitesse. Alors, pour enrayer la spirale négative, l'enfant prodige prend le large et part se réinventer en Angleterre où il s'installe pour le début de la saison 1979. Parce que le poids requis pour monter est un peu plus élevé qu'au pays natal. Et, surtout, parce que le plus vieux pays de courses, avec ses classiques disputées depuis deux siècles, est un monde nouveau pour lui, loin des attentes et des regards pesants.  
Cauthen n'est pas qu'une étoile filante et il le prouve après le temps d'adaptation nécessaire qu'il faut pour s'accoutumer aux courses européennes et à leurs immenses hippodromes, courses bien plus tactiques que les chevauchées à bride abattue sur les tourniquets américains. Il signe un contrat avec la surpuissante écurie du Cheikh Mohammed, et remplace le légendaire Lester Piggott comme jockey attitré de l'entraîneur Henry Cecil. C'est d'ailleurs avec une pouliche de Cheikh Mohammed, entraînée par Henry Cecil et montée à 2 ans par Piggott, Oh So Sharp, qu'il remporte une nouvelle Triple Couronne, celle des pouliches britanniques en 1985. Un exploit qui n'avait plus été réalisé depuis 30 ans et qui n'a jamais été réédité à ce jour. Il monte aussi le crack Arazi, mais dans la phase descendante de sa carrière, et s'offre la plupart des classiques européens. Cauthen sera sacré trois fois British Champion Jockey, en 1984, 1985 et 1987. Seule la plus grande course européenne, le Prix de l'Arc de Triomphe, manque à son palmarès lorsqu'il raccroche les bottes prématurément, en 1992, après 2 794 victoires. Le Racing Post le classe à la huitième place de sa liste des 50 plus grands jockeys du 20e siècle en Angleterre. En 1994, il est introduit au Hall of Fame des courses américaines, et en 2023 au Hall of Fame des courses britanniques.  

## Palmarès dans les courses deGroupe 1
Royaume-Uni
- Derby d'Epsom – 2 –  Slip Anchor (1985), Reference Point (1987)
- Oaks – 3 – Oh So Sharp (1985), Diminuendo (1988), Snow Bride (1989)
- 2000 Guinées – 1 – Tap on Wood (1979)
- 1000 Guinées – 1 – Oh So Sharp (1985)
- St Leger – 3 – Oh So Sharp (1985), Reference Point (1987), Michelozzo (1989)
- Middle Park Stakes – 4 – Creag-An-Sgor (1983), Gallic League (1987), Balla Cove (1989), Zieten (1992)
- International Stakes – 3 – Cormorant Wood (1984), Triptych (1987), In The Groove (1990)
- Coronation Cup – 3 – Time Charter (1984), Triptych (1988), In The Groove (1991)
- Nunthorpe Stakes – 2 – Sharpo (1982), Never So Bold (1985)
- Ascot Gold Cup – 2 – Gildoran (1984), Paean (1987)
- Racing Post Trophy – 2 – Be My Chief (1989), Peter Davies (1990)
- Champion Stakes – 2 – Cormorant Wood (1984), In The Groove (1990)
- Cheveley Park Stakes – 1 – Desirable (1983)
- Eclipse Stakes – 1 – Pebbles (1985)
- July Cup – 1 – Never So Bold (1985)
- King George VI and Queen Elizabeth Diamond Stakes – 1 – Reference Point (1987)
- Yorkshire Oaks – 1 – Diminuendo (1988)
- Coronation Stakes – 1 – Chimes of Freedom (1990)
- St. James's Palace Stakes – 1 – Shavian (1990)

 Irlande
- Irish Derby – 1 – Old Vic (1989)
- Irish Oaks – 2 – Diminuendo (1988), Possessive Dancer (1991)
- Irish St Leger – 1 – Mashaallah (1992)
- 1.000 Guinées Irlandaises – 1 – In the Groove (1990)
- Moyglare Stud Stakes – 1 – Chimes of Freedom (1989)

 France
- Prix du Jockey Club – 1 – Old Vic (1989)
- Prix de Diane – 1 – Indian Skimmer (1987)
- Poule d'Essai des Pouliches – 2 – Rajput Princess (1984), River Lady (1982)
- Grand Prix de Saint–Cloud – 2 – Diamond Shoal (1983), Acatenango (1986)
- Grand Prix de Paris – 2 – Risk Me (1987), Saumarez (1990)
- Prix de l'Abbaye de Longchamp – 2 – Committed (1984), Keen Hunter (1991)
- Prix Jean Prat – 2 – Lapierre (1988), Kitwood (1992)
- Prix Saint-Alary – 2 – Indian Skimmer (1987), Rosefinch (1992)
- Prix Jacques Le Marois – 1 – Lirung (1986)
- Prix Royal Oak – 1 – El Cuite (1986)
- Prix d'Ispahan – 1 – Indian Skimmer (1989)

 Allemagne
- Grosser Preis von Baden – 2 – Diamond Shoal (1983), Gold And Ivory (1985)
- Preis von Europa – 1 – Gold And Ivory (1984)
- Grosser Preis von Bayern – 1 – Almaarad (1988)

 Italie
- Derby Italien – 1 – Hailsham (1991)
- Gran Criterium – 1 – Tanque Verde (1985)
- Gran Premio del Jockey Club – 1 – Gold And Ivory (1985)
- Gran Premio di Milano – 1 – Mashaallah (1992)

 États-Unis
- Kentucky Derby – 1 – Affirmed (1978)
- Preakness Stakes – 1 – Affirmed (1978)
- Belmont Stakes – 1 – Affirmed (1978)
- Joe Hirsch Turf Classic Stakes – 1 – Johnny D. (1977)
- Washington, D.C. International – 1 – Johnny D. (1977)
- Hollywood Derby – 1 – Affirmed (1978)
- Hopeful Stakes – 1 – Affirmed (1977)
- Futurity Stakes – 1 – Affirmed (1977)
- Laurel Futurity – 1 – Affirmed (1977)
- Hialeah Turf Cup Handicap – 1 – Noble Dancer (1978)